# Borkút
 Borkút település Romániában, Máramaros megyében.

## Fekvése
Máramaros megyében, Magyarlápostól északnyugatra, a kápolnokmonostori úttól jobbra, nyugatról keleti irányba nyíló völgyben fekvő település, melyen a Bor patak folyik keresztül.

## Nevének eredete
Nevét savanyú ásványvizéről vette, melyet a nép borvíz-nek nevezett.

## Története
A település nevét az oklevelek 1331-ben említették először Burliget néven, s egy ez évben kelt oklevél tanúsága szerint a losonczi Bánffy család tagjai közül Dénes fia amás 1325 és 1331 között alapította.
Nevét a későbbiekben többféleképpen írták: 1381-ben Burkuth, 1500-ban Borkwth, 1598-ban pedig Borkuth-nak nevezték.
1381-ben a család osztozkodásakor régeni Bánffy István fiai közül a birtok Györgynek jutott.
1500-ban is a Bánffyak birtoka volt, de a család tagjai a birtok felét Csicsó urának István moldvai vajdának
és annak fiának Bogdánnak adták el.
1553-ban Lápos-vidék és Csicsóvár tartozéka volt.
1596-ban Almádi Gáspár adományos birtoka, aki Gombási Lajos Bálintnak adta cserébe.
1598ban Báthory Zsigmond, miután Borkút Lajos Bálint halálával annak nővérére Katalinra, Nemes János nejére szállt, azt birtokában megerősítette.
1602-ben Kamuth Farkas volt birtokosa, de 1608-ban már a kincstáré volt.
1642 és 1717 között a Keresztessy család volt ura.
1729-ben a Keresztessy család magvaszakadtával a család leányága örökölte, akik később a birtokon megosztoztak.
1750-ben Vizi Dávidot nevezték meg egyik birtokosának.
1786-ban gróf Toldalagi Farkas, gróf Gyulai József, báró Inczédi Mihály, Székely Dávid, a Horváth, Sebess, Gyulai, Rácz, Nagy Szabó családok voltak birtokosai.
1792-ben Gyalai Finta volt egyik birtokosa.
1820-ban több családé: így a Brecsán, Gyalai, Székely, Szelecskei, Vay, Incze, Orosz, gróf Béldy, Rácz, Szelecskei, Ikafalvi, Dési családoknak is volt itt birtoka.
1866-ban Lőrincz József és Gyárfás Ferenc volt a település ura.
Az 1800-as évek végén gróf Eszterházi Istvánné birtokaként volt írva.
A falu határában kő és márványbányászat folyt.

## Nevezetességek
- A község határában borvízforrások fakadnak.
- 1852. október 13-án hullott le Borkút községben a borkúti meteorit.